# Sigismund von Schrattenbach
Siegmund III Christoph, Bá tước xứ Schrattenbach, (28 tháng 2 năm 1698 – 16 tháng 12 năm 1771) là Giám mục vương quyền xứ Salzburg từ năm 1753 đến khi ông qua đời vào năm 1771. Cả hai nhà soạn nhạc Leopold Mozart và Wolfgang Amadeus Mozart đều được bảo trợ và phục vụ dưới vương quyền của ông.

## Gia đình
Ông sinh ra tại Graz, Styria, Đại công quốc Áo, xuất thân từ gia đình quý tộc Schrattenbach, được thành lập vào giữa thế kỷ XV. Ông là con trai của Bá tước Otto Heinrich xứ Schrattenbach và mẹ là Maria Theresa, Nữ bá tước xứ Wildenstein. Chú của ông, Sigismund, Bá tước xứ Schrattenbach là giáo sĩ ở Salzburg từ năm 1696 (trưởng khoa nhà thờ năm 1718) và giám mục ở Ljubljana từ năm 1728.

## Cuộc sống đầu đời
Sau khi học ở Salzburg, Schrattenbach học Thần học tại Rome, Lãnh địa Giáo hoàng. Ông được tấn phong Linh mục vào ngày 25 tháng 10 năm 1723 ở tuổi 25. Năm 1733, ông nhận được một ghế đại biểu trong phân khu Nhà thờ Salzburg. Năm 1747, sau cái chết của Đức Tổng Giám mục Jakob Ernst von Liechtenstein-Kastelkorn, Schrattenbach được bổ nhiệm làm quản lý Lâu đài Hohenwerfen, và sau là Uỷ viên Hội đồng cơ mật của Salzburg.
Ông được đánh giá là nghiêm khắc và trung thành với Giáo hoàng ở Rome, nhưng sự chăm chỉ, tài năng tổ chức, sự nhạy bén trong kinh doanh và kỹ năng ngoại giao của ông cũng được công nhận.

## Tổng giám mục Salzburg
Schrattenbach được bầu làm Tổng giám mục của Salzburg sau khi Bá tước Andreas Jakob von Dietrichstein qua đời vào năm 1753. Sau nhiều vòng bỏ phiếu, cuối cùng ông đã thắng đối thủ Joseph Maria von Thun, Giám mục xứ Gurk. Schrattenbach có thể đã đáp ứng được mong muốn của người dân Salzburg thậm chí còn hơn cả Joseph Maria von Thun, người cực kỳ bị ghét, nhưng Schrattenbach cũng không hề được lòng dân chúng. Bản thân Schrattenbach coi sự đắc cử của mình là đến từ Chúa Thánh Thần và do đó ông cảm thấy không có nghĩa vụ gì đối với các giáo luật. Vào ngày 7 tháng 5 năm 1753, ông làm nghi lễ vào thành phố. Ngày 16 tháng 12 cùng năm, Bá tước xứ Thun tấn phong ông làm Tổng giám mục.
Trong nhiệm kỳ của mình, Leopold Mozart cũng như con trai ông Wolfgang Amadeus Mozart được bổ nhiệm làm thành viên của dàn nhạc tòa giám mục. Năm 1763, ông thuê Michael Haydn làm nhà soạn nhạc.
Ông đã xây dựng Cổng Siegmund từ năm 1764 đến năm 1767, dài 131 mét. Đó là một thành tựu to lớn đối với Salzburg khi nó mở cửa thành phố về phía Tây.

## Qua đời

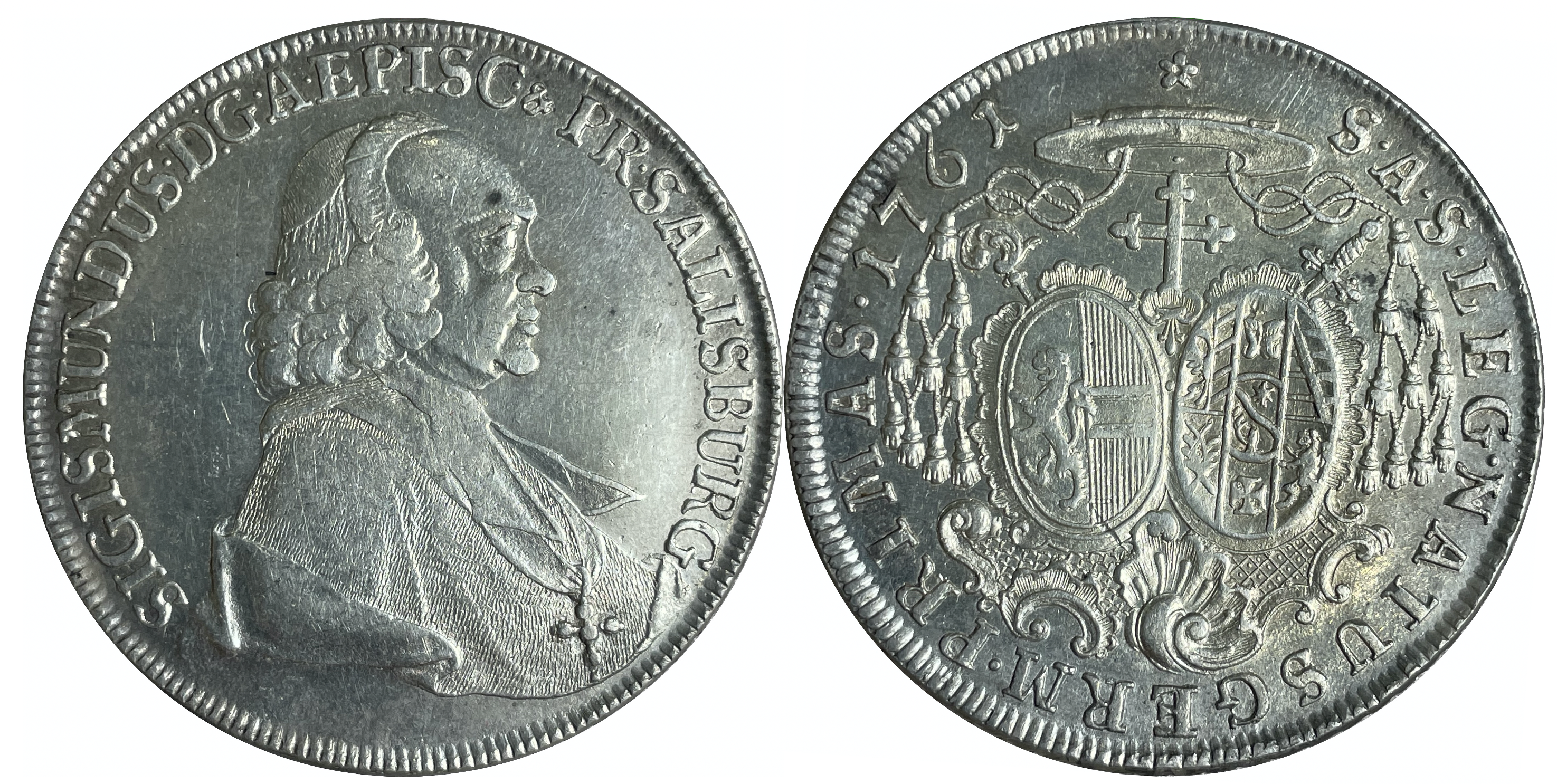
Xu bạc 1 thaler Salzburg với mặt trước là cân dung của Sigimund

Năm 73 tuổi, Schrattenbach qua đời tại Salzburg. Lễ tang diễn ra vào ngày 02/01/1772, cũng là ngày trình diễn đầu tiên của bài hát Requiem Missa pro defunctis Archespiscopo do Michael Haydn sáng tác để vinh danh ông. Tổng Giám mục Schrattenbach được chôn cất trong hầm mộ của Nhà thờ Salzburg. Trái tim của ông được chôn trong một chiếc bình bạc trước bàn thờ Sacellum tại Đại học Salzburg.
Giáo phận vương quyền Salzburg được thế tục bởi Bá tước Hieronymus von Colloredo, cũng là người cai trị cuối cùng Giáo phận vương quyền Salzburg, trước cuộc ly khai năm 1803.